# U 468 (1942)
El U-468 fue un submarino alemán hundido en la Segunda Guerra Mundial. Correspondía al tipo VIIC y fue construido para la Kriegsmarine, la marina de guerra de la Alemania nazi, por el desaparecido astillero Deutsche Werke en Kiel. 
El U-468 fue botado el 12 de febrero de 1944 y entró en servicio el 22 de marzo de ese año, bajo el mando del capitán Gerhard Meyer. El U-468 fue de uno de los pocos submarinos nazis que usaron experimentalmente una capa sintética de caucho conocida como "Alberich" para evitar que los radares aliados lo localizaran. Fue hundido el 12 de abril de 1945 en el mar del Norte, frente a las costas de Bergen, en Noruega. Tras ser torpedeado nada más zarpar, quedó partido en dos y se hundió con la totalidad de sus 48 tripulantes.
El experto Arild Maroey Hansen habría identificado en 2013 los restos del submarino U-468, una vez que la empresa Statoil descubriera los restos a unos 250 metros de profundidad mientras realizaba los estudios preliminares para la instalación de un oleoducto. Los restos del submarino descansarían a unos dos mil metros de otro submarino alemán, el U-864 (1943), hundido en 1945 con decenas de miles de kilos de mercurio a bordo, lo que hoy en día sigue suponiendo un peligro medioambiental.